# Roumagne
Roumagne is een gemeente in het Franse departement Lot-et-Garonne (regio Nouvelle-Aquitaine) en telt 525 inwoners (1999). De plaats maakt deel uit van het arrondissement Marmande.

## Geografie
De oppervlakte van Roumagne bedraagt 10,6 km², de bevolkingsdichtheid is 49,5 inwoners per km².
De onderstaande kaart toont de ligging van Roumagne met de belangrijkste infrastructuur en aangrenzende gemeenten.

## Demografie
Onderstaande figuur toont het verloop van het inwonertal (bron: INSEE-tellingen).